# Tabajara (Lavínia)
Tabajara é um distrito do município brasileiro de Lavínia, no interior do estado de São Paulo.

## História

### Origem
O povoado de Tabajara, que deu origem ao distrito, foi fundado em território do município de Valparaíso.

### Formação administrativa
- Distrito criado pela Lei n° 233 de 24/12/1948, com o povoado do mesmo nome mais terras do distrito sede de Lavínia[4][5].

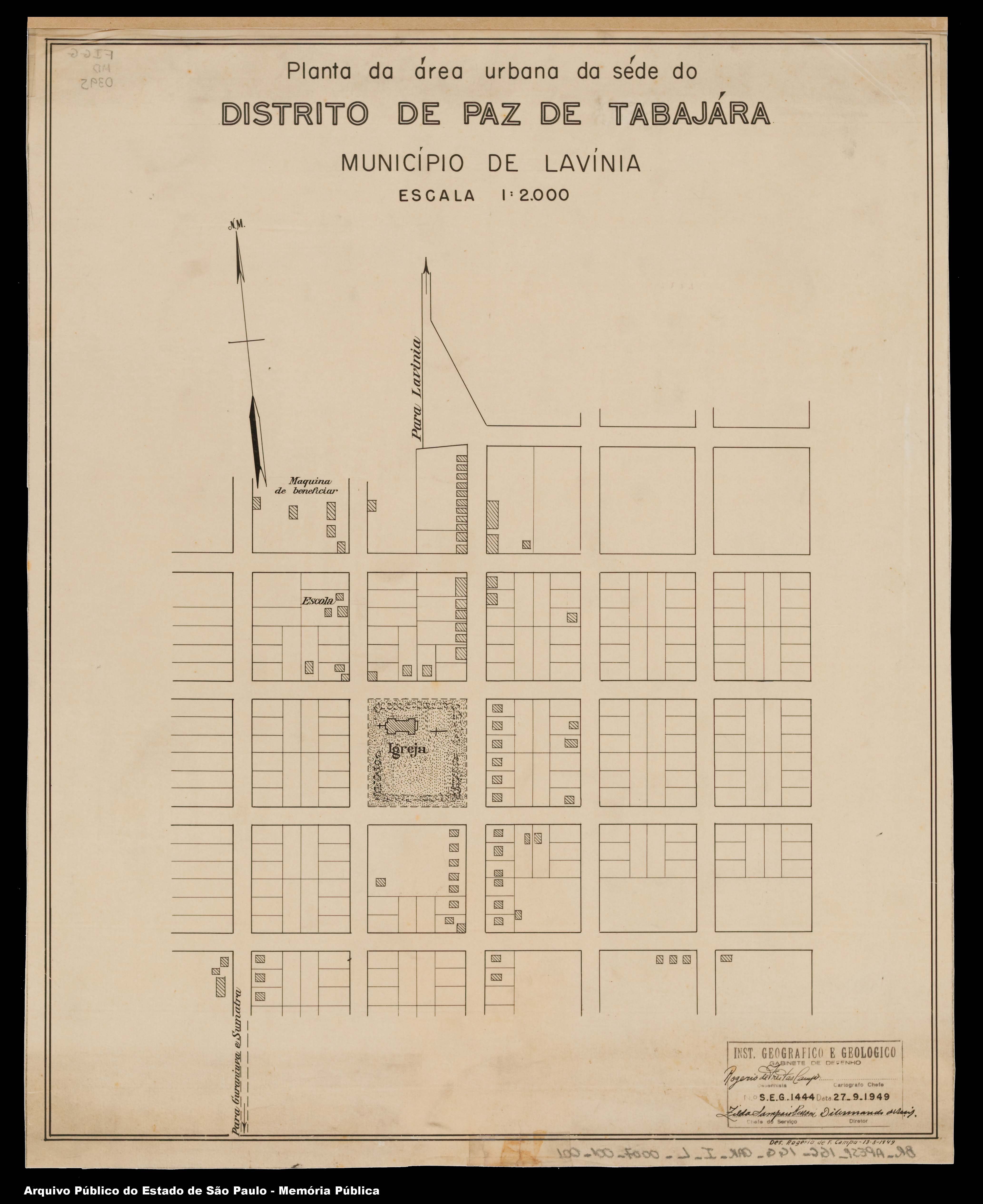
Planta da área urbana original.

## Geografia

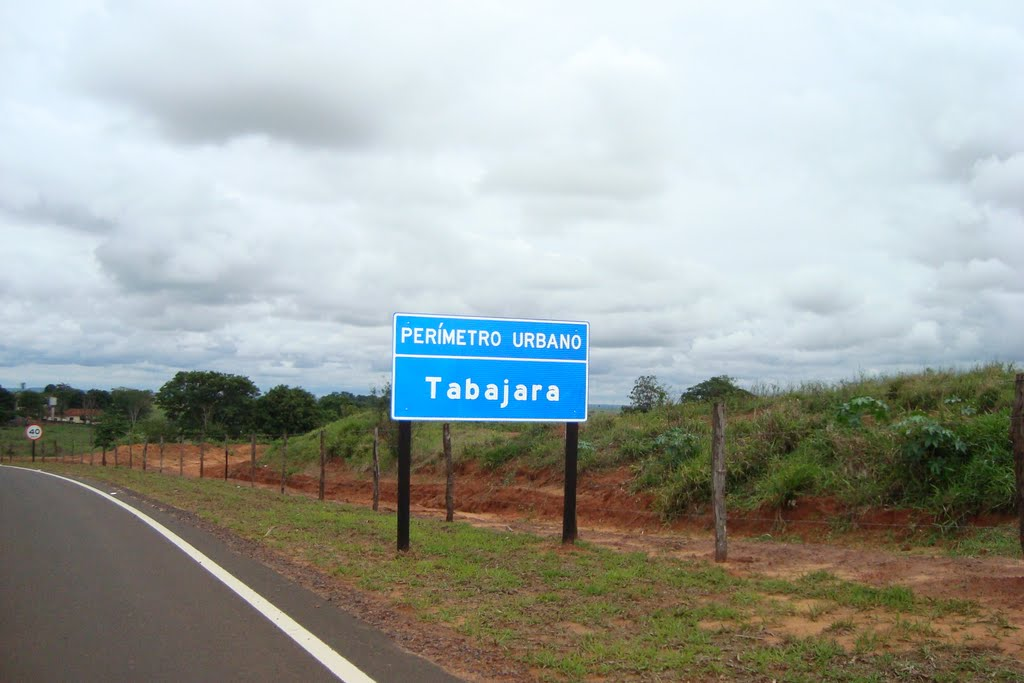
Entrada de Tabajara.

### Área urbana
A sede do distrito é a vila de Tabajara:
- área urbana: 185 369 m²
- total de domicílios: 56

### Demografia

#### População urbana
| Crescimento população urbana | Crescimento população urbana | Crescimento população urbana | Crescimento população urbana |
| Censo                        | Pop.                         |                              | %±                           |
| ---------------------------- | ---------------------------- | ---------------------------- | ---------------------------- |
| 1950                         | 226                          |                              | —                            |
| 1960                         | 312                          |                              | 38,1%                        |
| 1970                         | 300                          |                              | −3,8%                        |
| 1980                         | 271                          |                              | −9,7%                        |
| 1991                         | 248                          |                              | −8,5%                        |
| 2000                         | 136                          |                              | −45,2%                       |
| 2010                         | 69                           |                              | −49,3%                       |
| 2022                         | 70                           |                              | 1,4%                         |
| Fonte: IBGE e Fundação SEADE |                              |                              |                              |

#### População total
Pelo Censo 2022 (IBGE) a população total do distrito era de 163 habitantes.

### Área territorial
A área territorial do distrito é de 134,310 km².

### Rodovias
O principal acesso ao distrito é a estrada vicinal Lavínia - Tabajara - Indaiá do Aguapeí - Flórida Paulista.

## Serviços públicos

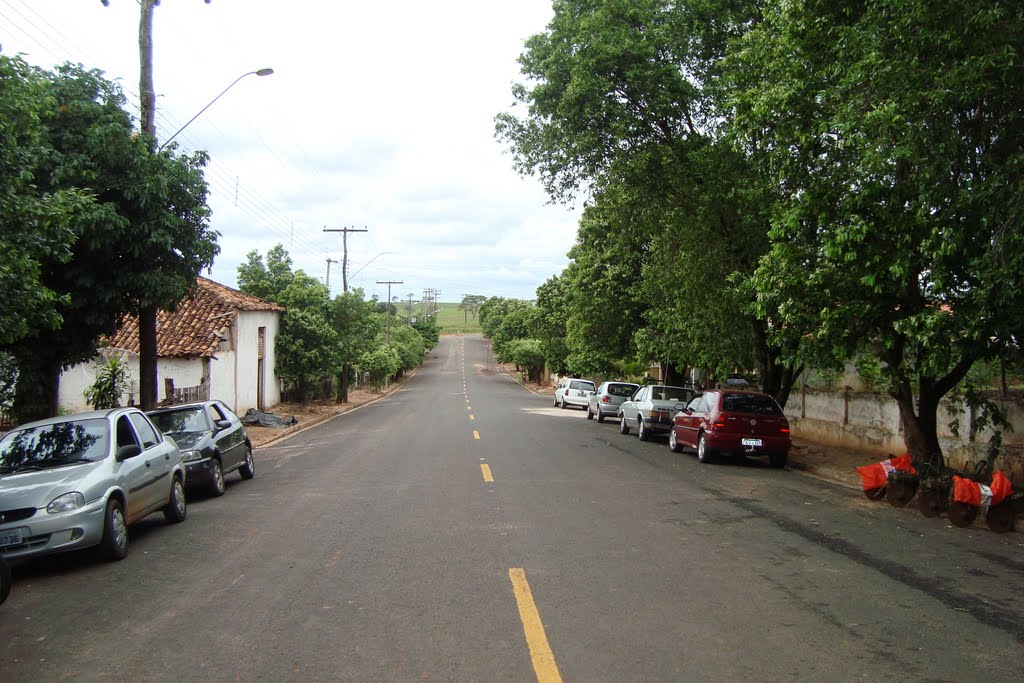
Aspecto local.

### Registro civil
Atualmente é feito na sede do município, pois o Cartório de Registro Civil das Pessoas Naturais do distrito foi extinto pela Resolução nº 1 de 29/12/1971 do Tribunal de Justiça do Estado de São Paulo, e seu acervo foi recolhido ao cartório do distrito sede.

### Saneamento
O serviço de abastecimento de água é feito pela Prefeitura Municipal de Lavínia.

### Energia
A responsável pelo abastecimento de energia elétrica é a Neoenergia Elektro, antiga CESP.

## Religião

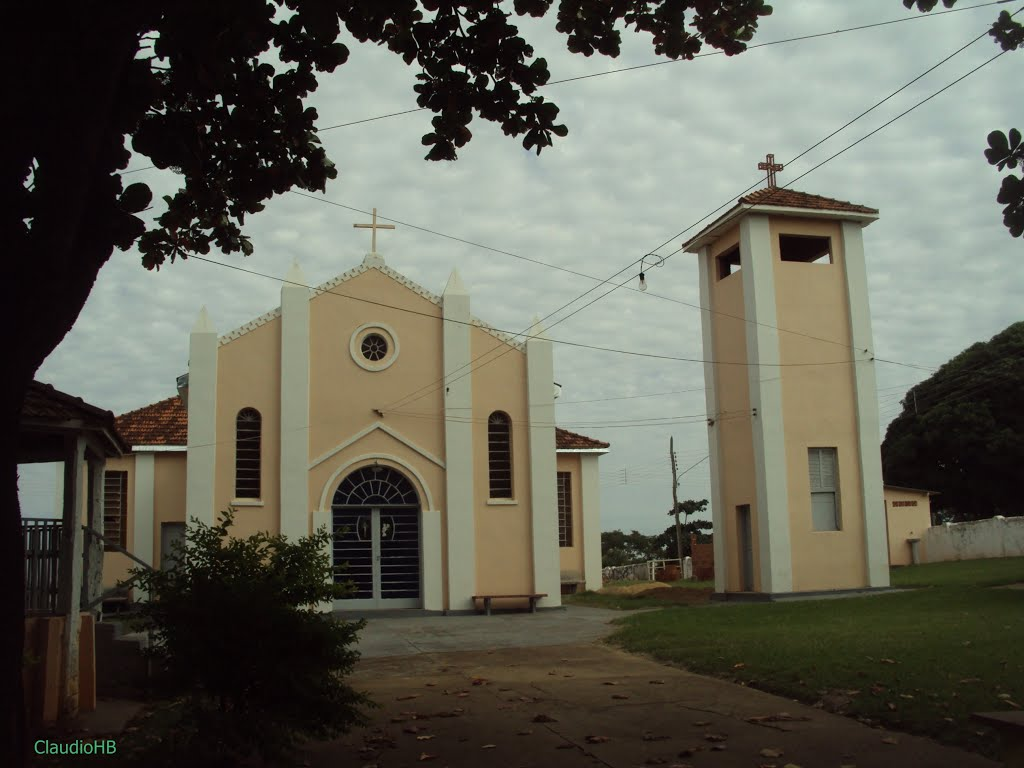
Igreja.

O Cristianismo se faz presente no distrito da seguinte forma:

### Igreja Católica
- A igreja, construída na década de 40 com a arquitetura clássica da época, faz parte da Diocese de Araçatuba[15].

### Igrejas Evangélicas
- Assembleia de Deus - O distrito possui uma congregação da Assembleia de Deus Ministério do Belém, vinculada ao Campo de Pacaembu. Por essa igreja, através de um início simples, mas sob a benção de Deus, a mensagem pentecostal chegou ao Brasil. Esta mensagem originada nos céus alcançou milhares de pessoas em todo o país, fazendo da Assembleia de Deus a maior igreja evangélica do Brasil[16].